# Oclocrazia
L'oclocrazia (dal greco antico: ὄχλος?, óchlos, "moltitudine, massa" e κράτος, krátos, "potere") si configura come uno stadio di governo deteriore nel quale la guida della pόlis è soggetta alla volontà delle masse.

## Le fonti classiche
Il termine oclocrazia è formulato per la prima volta nelle Storie di Polibio, specificamente fra i frammenti del Libro VI. La discussione dello storico greco si inserisce in una più ampia disamina della sua teoria ciclica delle forme di governo. L'autore scrive:
(Polibio, Le Storie, libro VI, cap. 9, nella traduzione italiana di Carla Schick, Mondadori 1955, vol.II, p. 98))
Il termine ricorre soltanto 3 volte nell'intero corpus polibiano, una sola volta in quello plutarcheo (nel De Unius in republica dominatione, capitolo I), e nelle Historiae Romanae di Cassio Dione (libro 44°, cap. 2). Non sembrano esserci altre occorrenze nel corpus classico. In epoca moderna Rousseau cita il termine ne Le contrat social, riferendosi alla degenerazione della democrazia, nel caso di dissoluzione dello Stato (Cap. X, Libro III).
Come si può vedere già nel breve inciso polibiano, l'oclocrazia è considerata come uno stadio di degenerazione della democrazia. Risulta inequivocabile che il potere del Popolo, da intendersi, in origine, a guisa di corpo politico unitario, dotato di un'autocoscienza storica, si tramuti ora in potere dell'ochlos, ossia di una moltitudine atomizzata, priva di una visione del mondo, preda degli intenti dominanti di demagoghi che ne orientano a privati fini le opinioni. La Massa popolare pertanto, diventa "strumento animato" di una o più persone, tipicamente, nella formulazione polibiana, di alta estrazione censitaria. Essi ottengono il compiacimento delle folle, anche elargendo denaro e regalie. Il "popolo" (ormai disintegrato) diventa corrotto, cessando così di essere un popolo libero.

## Nella filosofia politica
Si comprende pienamente la precipuità e imprescindibilità della demagogia come strumento delle oclocrazie, in ossequio al sistematico rifiuto della democrazia che, in quanto tale, si esercita invece attraverso l'acceso confronto, anche polemico e tensorio, fra argomenti, fondate elucidazioni (logoi) e visioni del mondo. La deriva possibile del ritorno ad uno stato di disgregazione sociale sembrerebbe essere contrastata solo da un altrettanto forte regime tirannico.
È reso chiaro all'analisi storica come la nascita delle oclocrazie rappresenti il fallimento dell'idea di libertà, costantemente minacciata e affondata dalla menzogna e da una emergente ignavia del genere umano, che porta in grembo quella bonheur végétative di tocquevilliana memoria. La Libertà, tendente a configurarsi come "idea regolativa", perciò sempre in fieri, reca con sé l'onere di un impavido agire nel mondo, essendo senza di esso destinata a rimanere chimera.

## Nella storia contemporanea
L'assonanza dello spettro concettuale proprio dell'oclocrazia polibiana con il pensiero di Alexis de Tocqueville in tema di dittatura della maggioranza è stata utilizzata per descrivere il populismo nel XXI secolo: essa opera "quando lo stato è in balìa della voluttà delle masse" ed è stata definita una pratica politica in cui "la democrazia si trasmuta in un rito collettivo di punizione e di espiazione"; in Italia ciò farebbe "rivivere un nuovo capitolo di quella che Piero Gobetti, a proposito del fascismo, chiamava autobiografia di un popolo".